# Саниково (Удомельский район)
Саниково — деревня в Удомельском городском округе Тверской области.

## География
Деревня находится в северной части Тверской области у юго-западной окраины города Удомля.

## История
Дворов (хозяйств) в ней было 21 (1859 год), 30 (1886), 29 (1911), 77 (1958), 59 (1986), 37 (2000). В советское время работали колхозы «Санниково», им. Ленина и совхоз «Удомельский». До 2015 года входила в состав Удомельского сельского поселения до упразднения последнего. С 2015 года в составе Удомельского городского округа.

## Население
Численность населения: 124 человека (1859 год), 124 (1859), 176 (1886), 214 (1911), 101 (1958), 11 (1986), 69 (русские 96 %) в 2002 году, 78 в 2010.